# Dimitsana
Dimitsana (em grego:  Δημητσάνα) é um vilarejo, unidade municipal e ex-município na Arcádia, Grécia. Em 2011, foi fundido com sete outros municípios para formar o novo município de Gortynia, tornando-se sede deste.

## História
Dimitsana provavelmente foi edificada sobre a antiga cidade de Têutis (em grego clássico: Τεῦθις ou Τευθίς, mencionada por Pausânias e participante na Guerra de Troia e colonizadora de Megalópolis.
Em 963, o Mosteiro do Filósofo foi fundado a 2,5 km de Dimitsana, e o nome da cidade foi pela primeira vez registrado em um documento do Patriarcado Ecumênico tratando do mesmo. Os primeiros moinhos de pólvora da cidade foram construídas no século XVIII sob supervisão do Metropolita Ananias de Lacedemônia, que preparou uma revolta contra o Império Otomano, descoberta e reprimida em 1764. No mesmo ano, o monge Agápio construiu uma livraria, para a qual moveu os livros do mosteiro. A livraria cresceu constantemente até 1821, conforme o Patriarcado oferecia mais livros e lá operou um seminário. Muitos bispos e estudiosos graduaram dele, como São Gregório V de Constantinopla (nativo do vilarejo) e Germano III de Patras, cujas casas permanecem na localidade.
Dimitsana e seus moinhos de pólvora tiveram um papel centra na Guerra de Independência Grega, mas boa parte dos livros de sua extensa biblioteca foram queimados no processo. Por este motivo, Dimitsana é conhecida como "barril de pólvora da nação".

## Subdivisões
A unidade municipal Dimitsana é dividida nas seguintes comunidades (vilarejos entre parênteses):
- Dimitsana (Dimitsana, Karkalou, Moni Aimyalon i Filosofou, Palaiochori)
- Melissopetra
- Panagia
- Rados
- Rizospilia (Rizospilia, Kato Rizospilia)
- Zatouna (Zatouna, Vlongos, Markos)
- Zigovisti